# Messer Chups
Messer Chups es una banda experimental originaria de San Petersburgo, Rusia. Su sonido puede definirse como surf rock, aunque incorpora muchas clases de géneros. La banda fue fundada por Oleg Gitarkin, quien ya había actuado con Oleg Kostrow bajo el nombre de Messer für Frau Müller. Messer Chups a menudo se considera una banda "derivada" de Messer für Frau Müller. La banda fue originalmente un dúo, con Gitarkin en el bajo y Annette Schneider en los sintetizadores. Durante el 2000 y el 2002 Messer Chups consistió en un dúo conformado por Gitarkin e Igor Vdovin en sintetizador.
En 2003, el productor de Messer Chups y director de su casa discográfica Solnze Records, Oleg Tarasov, invitó a la mundialmente famosa intérprete de theremín, Lydia Kavina, a unirse a ellos. Juntos han lanzado varios álbumes y han regrabado sus lanzamientos anteriores. En 2005, Messer Chups se convirtió en un dúo compuesto por Gitarkin y Svetlana Nagaeva en el bajo. En 2007 se convirtieron en un trío, con el baterista Denis "Kashey" Kuptzov de la famosa banda Leningrad. En 2008 cambiaron su batería a Alexander Belkok, y Alexander Skvortzov se convirtió en su vocalista.

## Miembros
- Oleg Gitaracula (Oleg Fomchenkov) - Guitarra
- Zombierella (Svetlana Nagaeva) - Bajo
- Dr Boris (Boris Israel Fernandez) - Batería